# Hail! Bright Cecilia
Hail! Bright Cecilia is een ode van Henry Purcell, die voor het eerst werd opgevoerd op 22 november 1692. Het is tevens Purcells bekendste ode.
In de periode van de Restauratie was het hof begonnen met, naar continentaal voorbeeld, elk jaar een groot muziekfestival ter ere van Sint Cecilia te organiseren. Hiervoor werd een vooraanstaand componist aangetrokken, om op een gedicht een gelegenheidswerk te componeren. In 1683 was, onder Karel II, voor het eerst Purcell aangetrokken in opdracht van The Musical Society; in dat jaar had hij met zijn memorabele werk Welcome to all the pleasures zijn reputatie bij het brede publiek gevestigd. Negen jaar later, nu onder de regering van William en Mary, was hij opnieuw aan de beurt (hij had in 1685 ook Raise, raise the voice gecomponeerd). Met Hail! Bright Cecilia overtrof hij zijn vorige ode.
De tekst is een lang gedicht van Nicholas Brady, dat geïnspireerd is door het bekende From Harmony, from Heav'nly Harmony van John Dryden (dat eerst door Giovanni Battista Draghi op muziek is gezet, en in de 18de eeuw nogmaals in de veel bekendere versie van Händel). Brady's gedicht is een lofzang op de macht van de muziek, die door Sinte Cecilia verpersoonlijkt wordt. Het rijtje van instrumenten wordt afgegaan: violen en fluiten vermogen de natuur te ordenen; de kosmos, de losse verzameling van atomen, zijn door de harmonie van de muziek aan elkaar gebonden:
Soul of the World!
Inspired by thee,
The jarring Seeds of Matter did agree.
Thou did'st the scatter'd atoms bind.
Er volgt een eulogie op het orgel, Cecilia's instrument, dat een 'Wond'rous machine' wordt genoemd. Dan komen de viool en de fluit nog eens aan de beurt, om ten slotte plaats te ruimen voor trompetten en pauken, die als oorlogsinstrumenten gelden:
The Fife and all the Harmony of War,
In vain attempt the Passions to alarm,
Which thy commanding sounds compose and charm.
De conclusie is dat al deze instrumenten niet met elkaar moeten wedijveren, maar samen moeten klinken: dat leidt tot harmonie en geluk.
De ode is georkestreerd voor twee blokfluiten, twee violen, een cello, een luit, een orgel, twee hobo's, een klavecimbel, twee trompetten, een fagot en meerdere pauken. De stempartijen vergen ten minste een sopraan, een alt, een tenor, een bas, een contratenor of falsettist, en eveneens een volledig koor. Dit is daarmee de zwaarste bezetting die Purcell ooit voor een ode heeft gebruikt. Het werk bevat enkele van de moeilijkste aria's die hij geschreven heeft (het woord aria was niet in gebruik; men heeft het veelal over songs):  'Tis Nature's Voice is een zeer omslachtig, ornamenteel soort recitatief, dat vermoedelijk door Purcell zelf gezongen werd. De ode wordt ingeleid door een lange ouverture.
Typerend voor Purcell is dat hij de karaktereigenschappen van het beschreven onderwerp in de melodie poogt weer te geven: in Wond'rous machine hoort men dit het duidelijkst. Het lied klinkt inderdaad als een soort machine, met kleppen en radertjes. Bij de Harmony of War heeft men de indruk dat hier een militaire kapel aan het spelen is. Het koor wordt gebruikt wanneer de tekst het over kosmische, hemelse onderwerpen heeft, en in de finale.
De hele ode duurt tussen drie kwartier en een uur. Ze behoort tot de vaakst uitgevoerde odes van Purcell.